# Кинематика
Кинематиката е дял от класическата механика, който описва движението на телата, без да отчита причините за това. Изучава траекториите им като функция на времето. В кинематиката пространството е евклидово, докато теорията на относителността ползва пространство на Минковски.

## Основни понятия
- Отправна система
- Преместване
- Скорост
- Ускорение
- Уравнения на движение
- Движение
- Време

## Кинематика на материална точка
Разделът от механиката, в който се изучава движението на телата, без да се вземат предвид предизвикващите това движение взаимодействия, се нарича кинематика. Механичното движение е най-простата форма на движение. То се характеризира с изменението на взаимното положение на телата в пространството и времето. За удобство при описанието на това движение се въвежда понятието материална точка. Тя е научна абстракция, която улеснява изучаването на сложните процеси при механичните движения. Материалната точка е въображаемо тяло, чиито размери са пренебрежимо малки в сравнение с мащабите на движенията. Всяко тяло може да се разглежда като система от материални точки. При еластичните тела материалните точки променят в определени граници своето местоположение. Изучаването на газовете става също на основата на предположението, че те са съвкупност от свободно движещи се материални точки.
Движението на дадено тяло може да е различно спрямо различни тела. Следователно както покоят, така и движението са относителни. Тяло, спрямо което се определя движението или покоят на друго тяло, се нарича отправно тяло. Както вече бе отбелязано с отправното тяло се свързва подходящо избрана координатна система. Най-често се използва правоъгълна (декартова) координатна система, свързана с неподвижното (отправно) тяло. Местоположението на дадена материална точка М се
определя от радиус-вектора OM = r, който съединява точката с началото на координатната система. Проекциите на този радиус-вектор върху координатните оси са и координати x,y,z на точката М.

## Видове движения на идеално твърдо тяло
Тяло, което има определена форма и обем, и те не се изменят при движението му, се нарича идеално твърдо тяло или абсолютно твърдо тяло. Идеално твърдото тяло се дефинира и като система от материални точки, разстоянията между които не се променят. В действителност такива тела няма, но в случаите, когато деформациите са малки, тялото може да се разглежда като идеално твърдо.
Движение на тяло, при което всяка негова точка описва една и съща траектория (т.е. всяка мислена произволна отсечка от тялото се премества успоредно сама на себе си), се нарича постъпателно. При постъпателното движение всички точки от тялото се движат с еднаква скорост и затова могат да се разглеждат като една материална точка – центърът на масите на тялото. Вместо да се разглежда движението на цялото тяло, се разглежда движението на центъра на масите.
Идеално твърдото тяло може да извършва и въртеливи движения. При въртене всяка точка от тялото се движи по окръжност. Центровете на окръжностите лежат на една права – ос на въртене.
При движение на идеално твърдо тяло около постоянна ос всяка точка от тялото описва окръжност с център, който лежи на оста на въртене. Всички окръжности лежат в равнини, перпендикулярни на оста на въртене.
Движението на идеално твърдо тяло може да се разглежда като съставено от постъпателно движение на центъра на масите и въртене около ос, минаваща през центъра на масите.

## Кинематика на въртене на идеално твърдо тяло
За кинематичното описание на въртенето на идеално твърдо тяло около неподвижна ос се използват величини и зависимости, които описват движението на материална точка по окръжност: ъгъл за определяне положението на точката по окръжността (φ); ъгъл за завъртане на радиус-вектора {\displaystyle {\overrightarrow {r}}} на точката (φ); средна и моментна ъглова скорост (ωср., ω; линейна скорост на различните точки (ν); средно и моментно ъглово ускорение (εср., ε); линейно ускорение на различните точки ({\displaystyle {\overrightarrow {a}}}). Интервалът от време, за който тялото извършва едно пълно завъртане около оста, е периодът (Т), а броят на завъртанията за единица време е честотата (ν).